# Age of Love (album, Scooter)
Age of Love je čtvrté studiové album německé skupiny Scooter. Bylo vydáno roku 1997 a je na něm 11 písniček.

## Seznam skladeb
| Pořadí         | Název                     | Délka |
| -------------- | ------------------------- | ----- |
| 1.             | Introduction              | 2:04  |
| 2.             | The Age Of Love           | 3:52  |
| 3.             | She Said                  | 5:28  |
| 4.             | Fire                      | 3:30  |
| 5.             | Dancing In The Moonlight  | 4:32  |
| 6.             | Forever (Keep Me Running) | 4:40  |
| 7.             | Hit The Drum              | 4:37  |
| 8.             | Don't Waste No Time       | 4:24  |
| 9.             | Tonight                   | 4:57  |
| 10.            | Return Of The Future      | 4:55  |
| 11.            | Leave In Silence          | 3:32  |
| Celková délka: | Celková délka:            | 46:31 |

## Informace
- "The Age of Love" je založena na hlavní melodii z filmu Terminátor 2: Den zúčtování.